# Pangaeoniola casalei
Pangaeoniola casalei es una especie de escarabajo. Es la única especie del género Pangaeoniola, familia Leiodidae. Fue descrita por Etonti, G. y M. Etonti en 1985.

## Distribución
Se encuentra en Grecia y Macedonia del Norte.